# Кутавичюте, Вильма
Вильма Кутавичюте  (лит. Vilma Kutavičiūtė; род. 15 июня 1988, Вильнюс) — литовская актриса театра и кино, режиссёр.

## Биография
Родилась 15 июня 1988 года в Вильнюсе, Литовской ССР. Папа и дедушка композиторы. Училась в национальной школе искусств М. К. Чюрлёниса.
В 2008 году переехала в Москву и поступила в Российский институт театрального искусства — ГИТИС, мастерскую Л. Е. Хейфеца (режиссёрский факультет, актёрская группа). По окончании вуза работала в театре им. Вахтангова, играла Татьяну в «Евгении Онегине» в постановке Римаса Туминаса. Училась в литовской академии музыки и театра, на режиссёрском факультете Эймунтаса Някрошюса.
7 ноября 2015 года в театре им. Ермоловой состоялась премьера спектакля «Безымянная звезда», где Вильма Кутавичюте выступила как режиссер и исполнительница главной женской роли. С одобрения художественного руководителя театра Олега Меньшикова, спектакль включили в репертуар театра.
В 2011 году дебютировала в российском кино — главная роль в короткометражной драме Анны Меликян «Про любовь». Снималась у А. Учителя, П. Тодоровского, С. Гинзбурга и многих других. Вильму часто приглашают в психологические драмы — кино и сериалы.

## Творчество

### Роли в театре
- Театр им. Вахтангова
  - 2013 г. «Евгений Онегин», Татьяна — реж. Римас Туминас
- Театр «Практика»
  - 2013 г. «Сахар» — реж. Иван Вырыпаев
- Центр имени Мейерхольда
  - 2015 г. «В чаще», Женщина — реж. Виктор Рыжаков
- театр им. Моссовета
  - 2014 г. «Машенька», Людмила — реж. Иван Орлов
  - 2012 г. «Дон Жуан», Лаура — реж. Андрей Шаляпин
- Московский драматический театр им. М. Н. Ермоловой
  - 2015 г. «Безымянная звезда», Мона — реж. Вильма Кутавичюте

### Фильмография
| Год         |   | Название                   | Роль                                                            |
| ----------- | - | -------------------------- | --------------------------------------------------------------- |
| 2011        | ф | Про любовь                 | Она                                                             |
| 2013        | с | По лезвию бритвы           | Лотта                                                           |
| 2013        | с | У вас будет ребёнок        | Инга                                                            |
| 2014        | ф | Восьмёрка                  | Аглая                                                           |
| 2015        | с | Выстрел                    | Ула Кремер                                                      |
| 2016        | ф | Вакантна жизнь шеф-повара  | Наташа                                                          |
| 2016        | с | Пушкин                     | эпизод                                                          |
| 2017        | ф | Добрый вечер               | Миссис Дженингс                                                 |
| 2017        | ф | Одиссея Петра              | Дама                                                            |
| 2018        | ф | Новые чувства              | Она                                                             |
| 2018        | с | Теория вероятности (Игрок) | Дина                                                            |
| 2018        | с | Троцкий                    | Сильвия                                                         |
| 2018        | с | Икра                       | Тина Патута                                                     |
| 2018        | ф | Замки из песка             | Варя                                                            |
| 2018        | с | Фантом                     | Ксения Ширяева                                                  |
| 2018        | ф | Юморист                    | Инара                                                           |
| 2018        | ф | Jumpman                    | Адвокат                                                         |
| 2018        | ф | Реставрация                | Света                                                           |
| 2019        | с | Отчим                      | Вера                                                            |
| 2019 — 2022 | с | Трудные подростки          | Вероника Александровна                                          |
| 2020        | с | Патриот                    | Карина                                                          |
| 2021        | с | Метод 2                    | Зоря, любовница Макса, актриса                                  |
| 2021        | с | Контакт                    | Екатерина Юрьевна Вяльбе, инспектор по делам несовершеннолетних |
| 2021        | с | Алиби                      | Даша Белова                                                     |
| 2021        | с | Воскресенский              | Мария Векслер, журналистка                                      |
| 2022        | ф | Лавстори                   | Маша                                                            |
| 2022        | с | Порт                       | Ариадна                                                         |
| 2022        | с | Переговорщик               | Валерия Коренева                                                |